# Caminha (antiga freguesia)
A Freguesia de Caminha foi uma freguesia portuguesa do Município de Caminha que tinha 2,06 km² de área e 1 346 habitantes (2011), e, por isso, uma densidade populacional de 653,4 hab/km². Tinha a designação alternativa de Matriz.
Foi extinta em 2013, no âmbito de uma reforma administrativa nacional, tendo sido agregada à freguesia de Vilarelho, para formar uma nova freguesia denominada União das Freguesias de Caminha (Matriz) e Vilarelho da qual é a sede.

## População
Nos anos de 1911 a 1930 tinha anexada a freguesia de Vilar de Mouros. Pelo decreto lei nº 27424, de 31/12/1936, foram desanexadas, constituindo freguesias autónomas

| Núero de habitantes residentes (Matriz) | Núero de habitantes residentes (Matriz) | Núero de habitantes residentes (Matriz) | Núero de habitantes residentes (Matriz) | Núero de habitantes residentes (Matriz) | Núero de habitantes residentes (Matriz) | Núero de habitantes residentes (Matriz) | Núero de habitantes residentes (Matriz) | Núero de habitantes residentes (Matriz) | Núero de habitantes residentes (Matriz) | Núero de habitantes residentes (Matriz) | Núero de habitantes residentes (Matriz) | Núero de habitantes residentes (Matriz) | Núero de habitantes residentes (Matriz) | Núero de habitantes residentes (Matriz) |
| --------------------------------------- | --------------------------------------- | --------------------------------------- | --------------------------------------- | --------------------------------------- | --------------------------------------- | --------------------------------------- | --------------------------------------- | --------------------------------------- | --------------------------------------- | --------------------------------------- | --------------------------------------- | --------------------------------------- | --------------------------------------- | --------------------------------------- |
| 1864                                    | 1878                                    | 1890                                    | 1900                                    | 1911                                    | 1920                                    | 1930                                    | 1940                                    | 1950                                    | 1960                                    | 1970                                    | 1981                                    | 1991                                    | 2001                                    | 2011                                    |
| 2 250                                   | 2 536                                   | 2 374                                   | 2 268                                   | 3 225                                   | 3 136                                   | 3 186                                   | 2 090                                   | 2 194                                   | 2 188                                   | 1 715                                   | 1 803                                   | 1 789                                   | 1 554                                   | 1 346                                   |

| Ano  | 0-14 Anos | 15-24 Anos | 25-64 Anos | > 65 Anos |
| 2001 | 170       | 220        | 734        | 430       |
| 2011 | 112       | 114        | 670        | 450       |

.

## Património
- Igreja Matriz de Caminha ou "Igreja de Nossa Senhora da Assunção"
- Torre do Relógio (Caminha)
- Chafariz da Praça Municipal ou Chafariz do Terreiro
- Fortaleza de Caminha
- Igreja de Santa Clara (Caminha)
- Casa dos Pitas
- Conjunto fortificado de Caminha
- Centro histórico de Caminha
- Igreja da Misericórdia de Caminha